# Municipio de Bingham (condado de Leelanau)
El municipio de Bingham (en inglés: Bingham Township) es un municipio ubicado en el condado de Leelanau en el estado estadounidense de Míchigan. En el año 2010 tenía una población de 2497 habitantes y una densidad poblacional de 24,51 personas por km².

## Geografía
El municipio de Bingham se encuentra ubicado en las coordenadas 44°54′49″N 85°38′34″O / 44.91361, -85.64278. Según la Oficina del Censo de los Estados Unidos, el municipio tiene una superficie total de 101.89 km², de la cual 61,05 km² corresponden a tierra firme y (40,08 %) 40,83 km² es agua.

## Demografía
Según el censo de 2010, había 2497 personas residiendo en el municipio de Bingham. La densidad de población era de 24,51 hab./km². De los 2497 habitantes, el municipio de Bingham estaba compuesto por el 94,19 % blancos, el 0,16 % eran afroamericanos, el 2,48 % eran amerindios, el 0,12 % eran asiáticos, el 1,08 % eran de otras razas y el 1,96 % eran de una mezcla de razas. Del total de la población el 3,44 % eran hispanos o latinos de cualquier raza.